# (5268) Černohorský
(5268) Černohorský es un asteroide perteneciente al cinturón de asteroides, descubierto el 26 de octubre de 1971 por Luboš Kohoutek desde el Observatorio de Hamburgo-Bergedorf, Hamburgo, Alemania.

## Designación y nombre
Designado provisionalmente como 1971 US1. Fue nombrado Černohorský en honor al físico checo Martin Černohorský, ejerció de profesor de física enseñando a varias generaciones de estudiantes en la Facultad de Ciencias de la Universidad de Masaryk, llegó a ser primer rector de la Universidad de Silesia en Opava. Está totalmente convencido de lo beneficioso que es tener un alto nivel de educación y ética en la sociedad.

## Características orbitales
Černohorský está situado a una distancia media del Sol de 2,648 ua, pudiendo alejarse hasta 3,329 ua y acercarse hasta 1,967 ua. Su excentricidad es 0,257 y la inclinación orbital 14,35 grados. Emplea 1574,12 días en completar una órbita alrededor del Sol.

## Características físicas
La magnitud absoluta de Černohorský es 13,2. Tiene 8,787 km de diámetro y su albedo se estima en 0,144.